# Поллак, Мартин

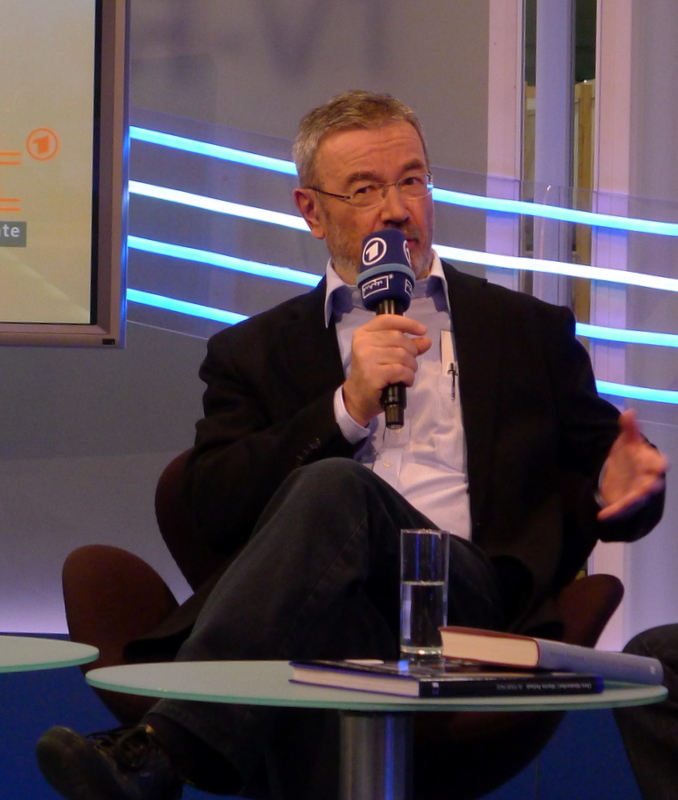
Мартин Поллак на Лейпцигской книжной ярмарке 2011

Ма́ртин По́ллак (нем. Martin Pollack; 23 мая 1944, Бад-Халль — 17 января 2025) — австрийский писатель, журналист, переводчик.

## Биография
Внебрачный сын члена НСДАП с 1931, штурмбаннфюрера СС Герхарда Баста, служившего в айнзацгруппе H в Словакии, затем руководившего зондеркомандой 7a и зондеркомандой 11a в Советском Союзе и активно участвовавшего в депортации и массовом уничтожении евреев. Его отец жил после войны по фальшивым документам и под вымышленным именем, и был убит проводником возле перевала Бреннер при попытке перейти австрийско-итальянскую границу, чтобы эмигрировать в Аргентину.
После окончания гимназии работал столяром. Изучал филологию и историю стран Восточной Европы в университетах Вены, Варшавы, Югославии. В 1987 году начал работать на журнал Шпигель, был корреспондентом журнала в Вене и Варшаве. Параллельно занимался переводами с польского (Рышард Капущинский, Анджей Стасюк, Мариуш Вильк, Мариуш Щигел и др.). С 1998 — свободный литератор.
Умер 17 января 2025 года в возрасте 80 лет.

## Творчество
Все книги Поллака так или иначе посвящены проблематике Центральной и Восточной Европы, в том числе — судьбам восточноевропейского еврейства.

## Книги
- Des Lebens Lauf. Jüdische Familienbilder aus Zwischeneuropa (1987)
- Nach Galizien — von Chassiden, Huzulen, Polen und Ruthenern. Eine imaginäre Reise durch die verschwundene Welt Ostgaliziens und der Bukowina (1994, польск. пер. 2000)
- Anklage Vatermord — der Fall Philipp Halsmann (2002, польск. пер. 2005, итал. пер. 2009)
- Убитый в бункере/ Der Tote im Bunker. Bericht über meinen Vater, повесть об отце (2004, словен. пер. 2005, англ. пер. 2006, польск. пер. 2006, Центрально-Европейская премия Angelus, чеш. пер. 2007, итал. пер. 2008, укр. пер. 2014)
- Warum wurden die Stanislaws erschossen? (2008, польск. пер. 2009)
- Kaiser von Amerika: die große Flucht aus Galizien / Цісар Америки. Велика втеча з Галичини (2010, укр. пер. 2015)

## Публикации на русском языке
- Галиция. Путешествие в исчезнувший мир Восточной Галиции и Буковины (пер. И. Алексеевой. М. : libra, 2023. ISBN 978-5-6049756-2-6)

## Признание
Книги Поллака переведены на несколько европейских языков. Ему присуждены Австрийская государственная премия за литературный перевод (2003), немецкая премия Карла Дедециуса за переводы с польского (2007), ряд польских литературных премий, Лейпцигская книжная премия за вклад в европейское взаимопонимание (2011), Премия польского ПЕН-клуба за выдающиеся переводческие достижения (2011) и др.